# Christoph Theobald
Christoph Theobald (Colonia, 19 luglio 1946) è un presbitero e teologo francese naturalizzato tedesco appartenente alla Compagnia di Gesù.
Per undici anni collaborò con la rivista Concilium e poi, dal 2009 al 2021, diresse Recherches de science religieuse.

## Biografia
Christoph Theobald nacque nel 1946 a Colonia.
Nel 1978 Christoph Theobald entrò a far parte della Compagnia di Gesù, divenendo docente del Centre Sèvres di Parigi a partire dal 1980. Due anni più tardi, fu ordinato sacerdote dal cardinale Jean-Marie Lustiger e, nel 1986, conseguì il dottorato all'Università di Bonn.
Specialista in teologia dogmatica, teologia sistematica ed estetica, è stato redattore della rivista Concilium per undici anni, direttore editoriale di Recherches de science religieuse dal 2009 al 2021 , nonché consigliere e collaboratore della rivista Études.

## Attività
Nell'ultimo volume della storia del Concilio Vaticano II, pubblicato nel 2005 sotto la direzione di Giuseppe Alberigo, professore all'Università di Bologna, ha scritto un capitolo sulla costituzione Dei Verbum,  e nel 2009 ha pubblicato il primo volume de Réception du concile Vatican II (La ricezione del Concilio Vaticano II), in cui provò a ripensare la questione dell'identità del Concilio e della sua ricezione tra ermeneutica della continuità ed ermeneutica della rottura, attingendo alla lunga storia dei Concili, fino alla loro fonte prima: il Vangelo. Tuttavia, deplora il fatto che la Dei Verbum sia stata relegata in secondo piano.
Il 7 luglio 2023 è stato nominato membro partecipante come esperto al Sinodo dei vescovi per una Chiesa sinodale..

## Premi e riconoscimenti
Nel 2014, insieme al fratello Michael Theobald, professore di Nuovo Testamento all'Università di Tubinga, ha ricevuto il premio teologico Salzburger Hochschulwochen.
Nel 2011 ha ricevuto il dottorato honoris causa dall'Università Laval, dall'Université catholique de Louvain (nel 2018) e dall'[[Università Laval] (primo tomo pubblicato nel 2009). Nel 2019 riprese i contatti.
Il 7 luglio 2023 è stato nominato membro partecipante come esperto al Sinodo sulla sinodalità. Università di Friburgo]] (p

## Pubblicazioni
- Maurice Blondel und das Problem der Modernität, Knecht, 1988, 599 p. (ISBN 978-3-7820-0576-0).
- La Révélation, Éditions de l’Atelier, 2001, 238 p. (ISBN 2-7082-3587-7).
- Présences d'Évangile : lire les Évangiles et l'Apocalypse avec l'Église d'Algérie et d'ailleurs, Éditions de l’Atelier, 2003, 223 p. (ISBN 2-7082-3710-1).
- Le christianisme comme style : une manière de faire de la théologie en postmodernité. [1], Éditions du Cerf, 2008, 506 p. (ISBN 978-2-204-08420-8).
- Le christianisme comme style : une manière de faire de la théologie en postmodernité. [2], Éditions du Cerf, 2003, 600 p. (ISBN 978-2-204-08534-2).
- Transmettre un Évangile de liberté, Bayard, 2008, 238 p. (ISBN 978-2-227-47694-3).
- Vous avez dit vocation ?, Bayard, 2010, 251 p. (ISBN 978-2-227-47917-3).
- La réception du concile Vatican II, vol. I : Accéder à la source, Cerf, coll. « Unam Sanctam – Nouvelle Série », 2009, 928 p. (ISBN 978-2-204-08988-3).
- "Dans les traces..." de la constitution "Dei verbum" du concile Vatican II : Bible, théologie et pratiques de lecture, Éditions du Cerf, 2009, 206 p. (ISBN 978-2-204-08986-9).
- Paroles humaines, paroles de Dieu, Salvator, 2015, 191 p. (ISBN 978-2-7067-1281-4).
- Selon l'Esprit de sainteté : genèse d'une théologie systématique, Éditions du Cerf, 2015, 539 p. (ISBN 978-2-204-10586-6).
- Le Concile Vatican II : quel avenir ?, Éditions du Cerf, 2015, 295 p. (ISBN 978-2-204-10366-4).
- Donner un à-venir à la théologie (postfazione di Patrick Goujon), Bayard, 2017, 89 p. (ISBN 978-2-227-48848-9).
- Urgences pastorales du moment présent : comprendre, partager, réformer, Bayard, 2017, 538 p. (ISBN 978-2-227-48830-4).
- Le courage de penser l'avenir : études œcuméniques de théologie fondamentale et ecclésiologique, Éditions du Cerf, 2021, 627 p. (ISBN 978-2-204-14350-9).
- Et le peuple eut soif : lettre à celles et ceux qui ne sont pas indifférents à l'avenir de la tradition chrétienne, Bayard, 2021, 124 p. (ISBN 978-2-227-49937-9).
- La réception du concile Vatican II, vol. II, t. A : L'Église dans l'histoire et la société / L'Évangile et l'Église, Cerf, coll. « Unam Sanctam – Nouvelle Série », 2023, 586 p. (ISBN 978-2-2041-6084-1)